# 二松學舍大学
二松學舍大学（にしょうがくしゃだいがく、英語: Nishogakusha University）は、東京都千代田区三番町6番地16号に本部を置く日本の私立大学。1877年創立、1949年大学設置。

## 概観

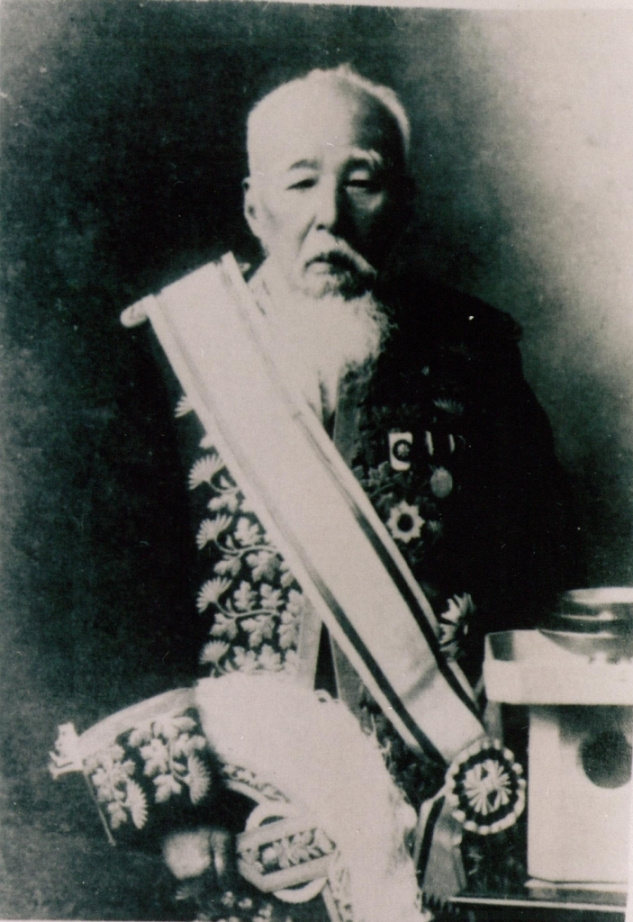
創設者の三島中洲

### 大学全体
二松學舍は、1877年（明治10年）に三島中洲が東京麹町一番町（現・東京都千代田区三番町）に開いた漢学塾にはじまる。二松の名は不変の節操、堅貞を象徴する松の木が庭に二本あったこと、また韓愈『藍田県丞庁壁記』によれば学び舎としての意味を持ち、学舍として後の世まで続くことを願い名付けられた。 
官公私立東京諸学校一覧にも掲載され1881年には二松學舍の塾生は300名を数えた。これは福澤諭吉の慶應義塾や中村敬宇の同人社などと肩を並べるほどであった。

### 建学の精神（舎訓）
二松學舍にある『育英』の精神は、西洋文化の摂取を汲々としている時節を憂えた三島が、東洋文化を学ぶことこそわが国本来の姿を知りえるとして『己ヲ修メ人ヲ治メ一世ニ有用ナル人物ヲ養成スル』ことで東洋学の確立と新時代を担う国家有為の人材の育成を目指したことにある。

### 教育および研究
二つの学部、二つの研究科を設置。教員免許、司書、学芸員の資格が取得できる。

### 学風および特色
司法省法学校、陸軍士官学校などが当時、試験に漢文を用いたことから塾生には司法官や軍官が多かった。三島は書道興隆に尽力し、後書学院を創設した比田井天来は二松學舍に学んでいる。私立では数少ない書道専攻がある大学でもある。
当時の様子は夏目漱石の『落第』に記されている。夏目漱石と三島中洲の弟子であり後に二松學舍の校長となる山田済斎は同年の1867年生まれで、ともに二松學舍で三島に学んでいる。

## 沿革

### 略歴
二松學舍大学は、三島中洲が東京府麹町区一番町43番地（現・東京都千代田区三番町）の私邸内に1877年（明治10年）に創設した漢学塾・二松學舍を起源とする大学である。かつては柏と九段に学舎が分かれていたが、2009年に大学機能を九段に集約した。

### 年表
- 1877年（明治10年）10月10日 - 二松學舍が設立される。
- 1900年（明治33年）- 国語科が併置される。
- 1909年（明治42年）- 財団法人二松學舍寄附行為認可。
- 1923年（大正12年）- 出版部開設。
- 1928年（昭和3年）- 二松學舍専門学校を設置。
- 1929年（昭和4年）- 卒業生に対して中等学校漢文科教員無試験検定資格認可。学生歌を制定。
- 1943年（昭和18年）- 校歌を制定。
- 1945年（昭和20年）- 東京大空襲により校舎が全焼する。
- 1948年（昭和23年）- 二松學舍高等学校を設置。
- 1949年（昭和24年）- 二松學舍専門学校が新制大学に移行、二松學舍大学となる。文学部国文学科・中国文学科を設置。
- 1950年（昭和25年）- 東京文科大学に改称。
- 1953年（昭和28年）- 二松學舍大学に改称。
- 1966年（昭和41年）- 大学院文学研究科（中国学専攻博士・修士課程、国文学専攻修士課程）を開設。
- 1968年（昭和43年）- 東洋学研究所を設置。
- 1969年（昭和44年）- 附属沼南高等学校を開設。
- 1978年（昭和53年）- 陽明学研究所を設置。
- 1982年（昭和57年）- 沼南校舎を開設。
- 1986年（昭和61年）- 大学院文学研究科（国文学専攻博士課程）を開設。
- 1991年（平成3年）- 国際政治経済学部国際政治経済学科を開設。
- 1995年（平成7年）- 大学院文学研究科昼夜開講制実施。
- 1997年（平成9年）- 大学基準協会に加盟（維持会員）。
- 2001年（平成13年）- 大学院国際政治経済学研究科（国際政治経済学専攻修士課程）開設。
- 2002年（平成14年）- 千代田校舎改築のため使用を停止。学部の授業を全学年柏キャンパスにて行う。また、大学院文学研究科は湯島仮校舎にて授業を行う。
- 2004年（平成16年）- 九段キャンパス完成。これに伴い、大学院の湯島仮校舎の供用を終了。また、文学部・国際政治経済学部の3・4年生の授業を九段校舎で行う。東アジア学術総合研究所を設置。
- 2006年（平成18年）- 大学院文学研究科国語教育プログラムを開設。
- 2007年（平成19年）- 司書課程を設置。
- 2008年（平成20年）- 学芸員課程を設置。
- 2009年（平成21年）- 九段キャンパス3号館竣工・使用開始。
- 2015年（平成27年）- 九段キャンパス4号館竣工・使用開始。
- 2017年（平成29年）- 文学部都市文化デザイン学科を設置。二松学舎大学九段５号館校地・校舎取得。
- 2018年（平成30年） - 国際政治経済学部国際経営学科を設置。
- 2022年（令和4年） - 大学院国際日本学研究科（国際日本学専攻修士課程）開設。
- 2025年（令和7年） - 文学部の中国文学科を国際日本・中国学科（中国文学・日本漢学専攻、中国語・韓国語専攻、書道専攻）へ改称及び改組。九段キャンパス4号館竣工・使用開始。

## 基礎データ

### 所在地
- 九段キャンパス（東京都千代田区三番町）
- 柏キャンパス（千葉県柏市大井）

## 象徴

### 徽章
校章は相対した松葉の真ん中に「二松學」と描かれたもの。

### スクールカラー
二松學舍大学のスクールカラーは 松葉緑である。これは松の葉のような色で、平安時代からの色名である。

### 校歌
二松學舍大学校歌（作詞：校歌制定委員会、作曲：東京音楽学校）

### 学生歌
二松學舍大学学生歌（作詞：森本治吉、作曲古関裕而）
二松學舍歌（山田準）

## 教育および研究

### 学部
- 文学部
- 大学設置当初から存在する二松學舍大学の中ではもっとも古い学部である。2022年度入学者から新カリキュラムとなり、専攻名が変更。歴史文化学科が新設された。
  - 国文学科
    - 国文学専攻
    - 映像・演劇・メディア専攻
    - 日本語学専攻

  - 中国文学科
    - 中国文学・日本漢学専攻
    - 中国語・韓国語専攻
    - 書道専攻

  - 都市文化デザイン学科
    - コンテンツ文化専攻
    - 観光メディア専攻
    - 国際日本学専攻

  - 歴史文化学科
    - 日本史専攻
    - 欧米・アジア史専攻
    - 思想・文化史専攻
- 国際政治経済学部
  - 国際政治経済学科
    - 国際政治専攻
    - 国際経済専攻
    - 法行政専攻

  - 国際経営学科
    - 国際経営専攻

各学部・学科とも2年次より以上の専攻に分かれる。

### 大学院
- 文学研究科
  - 国文学専攻　博士前期課程・後期課程（昼夜開講制）
  - 中国学専攻　博士前期課程・後期課程（昼夜開講制）
- 国際政治経済学研究科
  - 国際政治経済学専攻　修士課程（1年制・2年制）
    - 東アジア経済・ビジネスプログラム（平日夜間・週末昼間開講）
- 国際日本学研究科
  - 国際日本学専攻　修士課程（令和4年4月設置）

### 附属機関
- 図書館
  - 二松學舍大学附属図書館
  - 大学資料展示室
- 研究所
  - 東アジア学術総合研究所
    - 日本研究部
    - 中国研究部
    - 韓国研究部
以上の三研究部は東洋学研究所（1988年設置）が源流
    - 陽明学研究部
1988年設置の陽明学研究所が源流
    - 漢字文献資料研究部
2002年設置の国際漢字文献資料センターが源流
    - 国際政治経済研究部
- センター
  - 教職支援センター
  - 国際交流センター
  - キャリアセンター
  - 情報センター
- 研究会
  - 二松學舍大学人文学会
  - 二松學舍大学国際政経学会
  - 二松詩文会
  - 二松短歌会
  - 二松俳句会

### 21世紀COEプログラム
21世紀COEプログラムとして、1件のプログラムが採択されている。
- 2004年
革新的な学術分野
日本漢文学研究の世界的拠点の構築

## 学校生活

### 学園祭
学園祭は「学舎祭」と呼んでいたが、2002年から「創縁祭」と名称を変更した。毎年11月3日頃に九段キャンパスで開かれている。

### 部活動・クラブ活動・サークル活動
13の体育系クラブと15の文化系クラブ、それに複数のサークルが活動している。かつては柏キャンパスでの活動が多かったが、現在は大学のほとんどの機能が九段に集約されたことから九段での活動が大半である。

## 大学関係者と組織

### 大学関係者組織
- 松苓会

二松學舍専門学校・大学の卒業生、大学院の修了者を正会員としている同窓会組織。
- 二松學舍大学後援会

二松學舍大学の教育研究の特色である国文学及び中国学（哲学・思想・歴史・文学）研究、アジア太平洋地域政治経済研究を支援することを主目的として設立。
- 二松學舍サービス株式会社

### 大学関係者一覧
- 二松學舍大学の人物一覧

## 施設

### キャンパス

#### 九段キャンパス

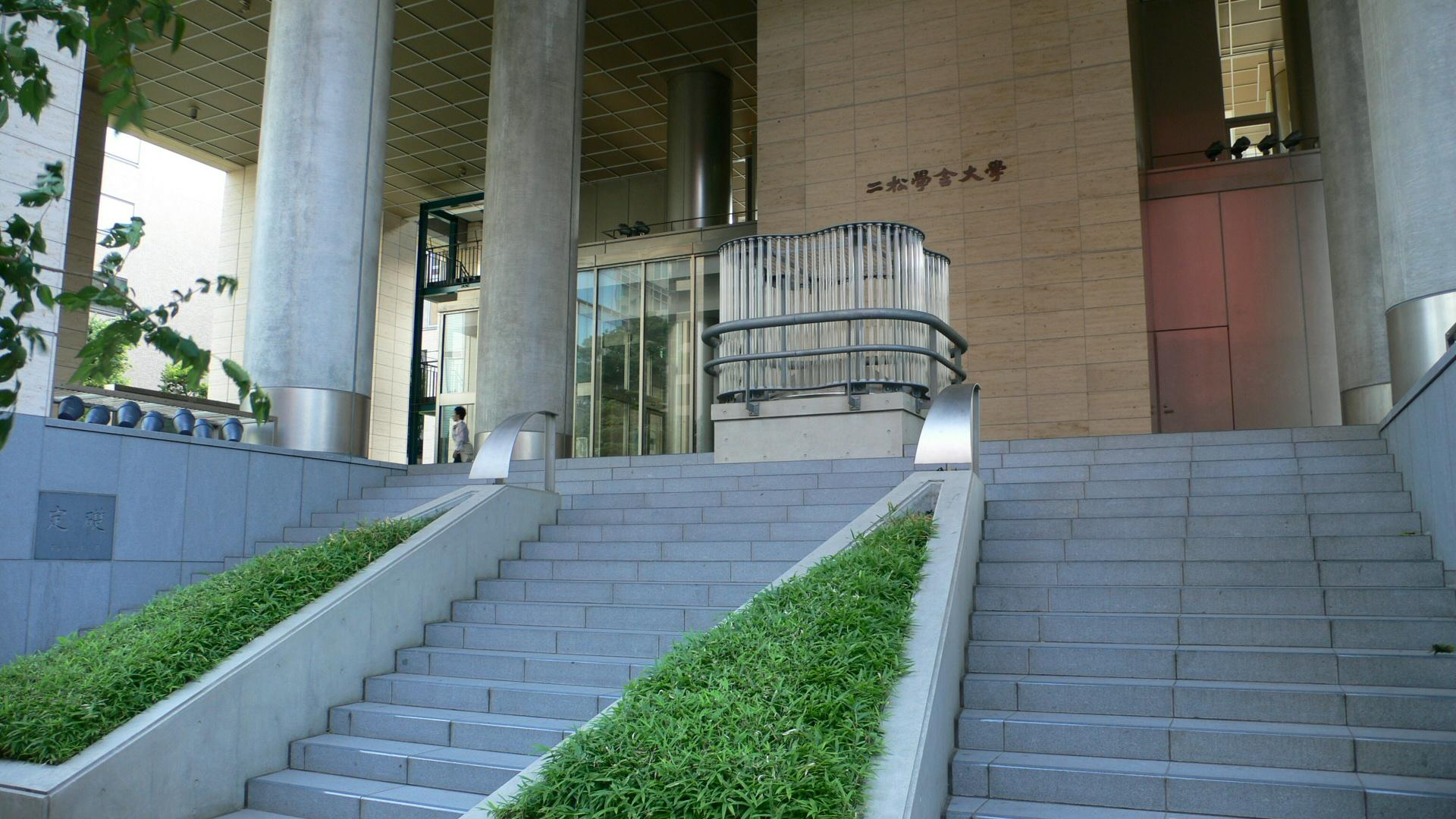
九段キャンパス玄関（2006年7月）

- 使用学部：文学部・国際政治経済学部の各学部全学年。
- 使用研究科：大学院文学研究科、大学院国際政治経済学研究科（一部）。
- 使用附属施設：法人本部、二松學舍大学附属図書館、中洲記念講堂
- 交通アクセス：
東京メトロ東西線・半蔵門線、都営地下鉄新宿線　九段下駅2番出口より徒歩8分
JR東日本中央・総武線、東京メトロ東西線・有楽町線・南北線、都営地下鉄大江戸線　飯田橋駅より徒歩15分
JR東日本中央・総武線、東京メトロ有楽町線・南北線、都営地下鉄新宿線　市ケ谷駅より徒歩15分

九段キャンパスは2004年（平成16年）に創立125周年記念事業の一環として改築された。設計者は香山壽夫。また、大学機能を九段に集約するため2009年（平成21年）に130周年記念校舎を九段南に設置した。道路を挟で横手に靖国神社、校舎裏にインド大使館がある。

#### 柏キャンパス
- 使用学部：不定。体育の実技科目や一部の科目履修時に使用。
- 使用研究科：大学院国際政治経済学研究科（一部）。
- 交通アクセス
JR東日本常磐線（上野東京ライン）、東武野田線　柏駅東口よりスクールバス15分
JR東日本常磐線・成田線（上野東京ライン）　我孫子駅北口よりスクールバス20分

日本における学生カバディの発祥の地である。同キャンパスの隣に二松學舍大学附属柏中学校・高等学校がある。

### 学生食堂
九段キャンパス最上階にあるレストラン、「ファカルティラウンジ」は一般の利用が可能。

### 講堂
九段キャンパス内には中洲記念講堂があり、各種式典などに利用されている。

### 寮
柏市内に4つの二松生専用学生マンションを持つ（委託）。

## 対外関係

### 地方自治体との協定
千代田区内大学と千代田区の連携協定
- 大妻女子大学
- 共立女子大学・共立女子短期大学
- 上智大学
- 専修大学
- 東京家政学院短期大学
- 東京電機大学
- 日本大学
- 日本歯科大学
- 法政大学
- 明治大学

### 他大学との協定
小学校教員養成特別プログラム（二種）
- 玉川大学（玉川大学通信教育部）

この協定により、二松學舍大学において小学校教諭免許を取得することが可能になった。

### 海外協定校
- 中華人民共和国
  - 北京大学
  - 浙江工商大学（中国語版）
- 台湾
  - 中国文化大学
- 大韓民国
  - 成均館大学校
- オーストラリア
  - シドニー工科大学

## 附属学校
- 二松學舍大学附属高等学校
- 二松學舍大学附属柏中学校・高等学校

## 関連文献
- 二松学舎『二松学舎九十年史』1967年。